# Доусон-Дамер, Генри, 3-й граф Портарлингтон
Генри Джон Рубен Доусон-Дамер, 3-й граф Портарлингтон (англ. Henry John Reuben Dawson-Damer, 3rd Earl of Portarlington; 5 сентября 1822 — 1 марта 1889) — англо-ирландский пэр.

## Ранняя жизнь
Родился 5 сентября 1822 года. Единственный сын капитана достопочтенного Генри Доусона-Дамера (1786—1841), и Элизы Мориарти (? — 1857), дочери капитана Эдмунда Джошуа Мориарти и леди Люси Латтрелл. Внук Джона Доусона, 1-го графа Портарлингтона (1744—1798), и леди Кэролайн Стюарт (дочери премьер-министра Великобритании Джона Стюарта, 3-го графа Бьюта).

## Карьера
Корнет Дорсетского йоменского полка с ноября 1841 по ноябрь 1848 года .
28 декабря 1845 года после смерти своего бездетного дяди, Джона Доусона, 2-го графа Портарлингтона (1781—1845), Генри Доусон-Дамер унаследовал титулы 3-го графа Портарлингтона из графства Квинс (Пэрство Ирландии), 4-го виконта Карлоу из графства Карлоу (Пэрство Ирландии) и 4-го лорда Доусона из Доусонс-Корта в графстве Квинс (Пэрство Ирландии).
С 1855 по 1889 год — ирландский пэр-представитель в Палате лордов Великобритании. В феврале 1879 года он был награжден Орденом Святого Патрика .

## Личная жизнь

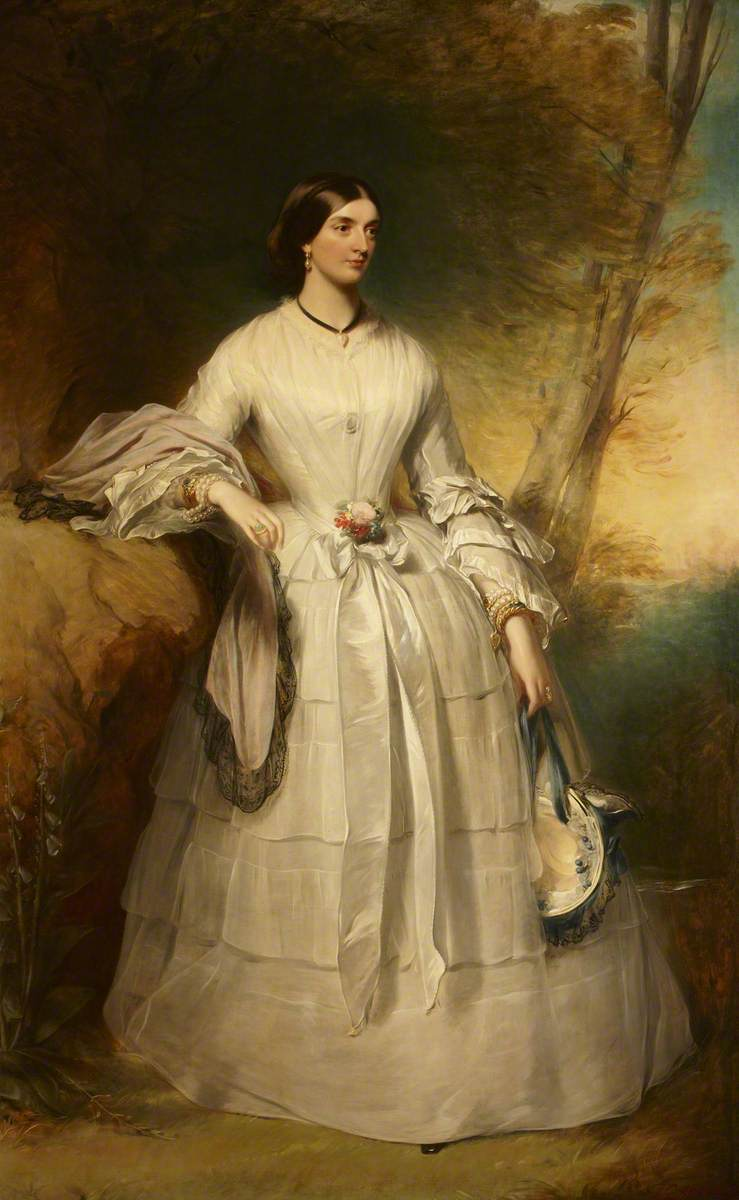
Леди Александра Октавия Мэри Вейн (1823—1874), портрет Джеймса Годселла Миддлтона, ок.  1847

3 сентября 1847 года лорд Портарлингтон женился на леди Александрине Октавии Марии Вейн (29 июля 1823 — 15 января 1874), дочери Чарльза Вейна, 3-го маркиза Лондондерри (1778—1854), и его второй жены Фрэнсис Энн Эмили Вейн-Темпест (1800—1865). Их брак был бездетным.
Лорд Портарлингтон скончался 1 марта 1889 года в возрасте 66 лет. Ему наследовал его двоюродный брат Лайонел.